# امور (حوزه ویدهان سبها)
امور (حوزه ویدهان سبها) (به انگلیسی: Amour (Vidhan Sabha constituency)) یک منطقهٔ مسکونی در هند است که در بیهار واقع شده‌است.